# Úton (film, 2012)
Úton (eredeti cím: On the Road) 2012-ben bemutatott brit–francia kalandfilm-dráma, melyet Walter Salles rendezett, Jack Kerouac 1957-es Úton című regényének adaptációjaként. A főszereplők Garrett Hedlund, Sam Riley, Kristen Stewart, Alice Braga, Amy Adams, Tom Sturridge, Danny Morgan, Elisabeth Moss, Kirsten Dunst és Viggo Mortensen. Az ügyvezető producerek Francis Ford Coppola, Patrick Batteux, Jerry Leider és Tessa Ross.
A forgatás 2010. augusztus 4-én kezdődött Montréalban (Quebec), 25 millió dolláros költségvetéssel. Világpremierje a 2012-es Torontói Nemzetközi Filmfesztiválon volt szeptemberben. A film, miután bemutatták a filmfesztiválokon, vegyes értékeléseket kapott a kritikusoktól.

## Szereplők
| Szerep            | Színész         | Magyar hang     |
| ----------------- | --------------- | --------------- |
| Dean Moriarty     | Garrett Hedlund | Horváth Illés   |
| Sal Paradise      | Sam Riley       | Fehér Tibor     |
| Marylou           | Kristen Stewart | Csuha Borbála   |
| Terry             | Alice Braga     | Farkasházi Réka |
| Jane              | Amy Adams       | Kovács Patrícia |
| Carlo Marx        | Tom Sturridge   | Molnár Áron     |
| Galatea Dunkel    | Elisabeth Moss  | Pálmai Anna     |
| Ed Dunkel         | Danny Morgan    | Kovács Lehel    |
| Camille Moriarty  | Kirsten Dunst   | Vadász Bea      |
| Old Bull Lee      | Viggo Mortensen | László Zsolt    |
| Kereskedő         | Steve Buscemi   | Végh Péter      |
| Walter            | Terrence Howard |                 |
| Oklahomai stoppos | Jake La Botz    | Sarádi Zsolt    |
| Tonia             | Giselle Itié    | Pálos Hanna     |

## Zeneszámok listája
- Hard to Love What You Kill – Written and Performed by Jake La Botz
- Don't Explain – Performed by Tom Sturridge
- Salt Peanuts – Performed by Dizzy Gillespie
- I've Got The World On A String – Performed by Ella Fitzgerald
- Yip Roc Heresy – Written and Performed by Slim Gaillard
- A Sailboat In The Moonlight – Performed by Billie Holiday & Her Orchestra és Lester Young
- Ko-Ko – Written and Performed by Charlie Parker
- Death Letter Blues – Written and Performed by Son House
- Mean And Evil Blues – Performed by Dinah Washington
- Sweet Sixteen – Performed by Greg Kramer